# Häfnerhaslach
Häfnerhaslach ist ein Dorf und eine ehemalige Gemeinde im Kirbachtal. Seit 1973 gehört der Ort zur Stadt Sachsenheim im Landkreis Ludwigsburg in Baden-Württemberg.

## Geographie
Häfnerhaslach gehört zum Großraum Stuttgart und liegt nordwestlich von Ludwigsburg. Die Einwohnerzahl beläuft sich auf etwa 700.
Häfnerhaslach ist geprägt durch die Weinberge, die dieses Dorf mit seinen viele Hunderte von Jahre alten Fachwerkhäusern einschließen. Die Württemberger Weinstraße führt durch den Ort.
Nordwestlich von Häfnerhaslach bei 49° 2′ 15″ N, 8° 54′ 39″ O befindet sich ein 61 Meter hoher Richtfunkturm.

## Geschichte
Am 1. Januar 1973 wurde Häfnerhaslach in die Stadt Sachsenheim eingegliedert.

## Bauwerke
Siehe auch: Liste der Kulturdenkmale in Häfnerhaslach

## Verkehr
Häfnerhaslach wird von Montag bis Freitag stündlich, in den Hauptverkehrszeiten halbstündlich, an Samstagen zweistündlich und an Sonn- und Feiertagen ebenfalls zweistündlich über den Tag verteilt von Bussen des Regiobus Stuttgart bedient, dieses seit Januar 2018, als der Busanbieter gewechselt hat.

## Söhne und Töchter des Dorfes
- Gertrud Angelika Wetzel (1934–2011), Bildhauerin und Medailleurin